# Café Chinitas (Málaga)

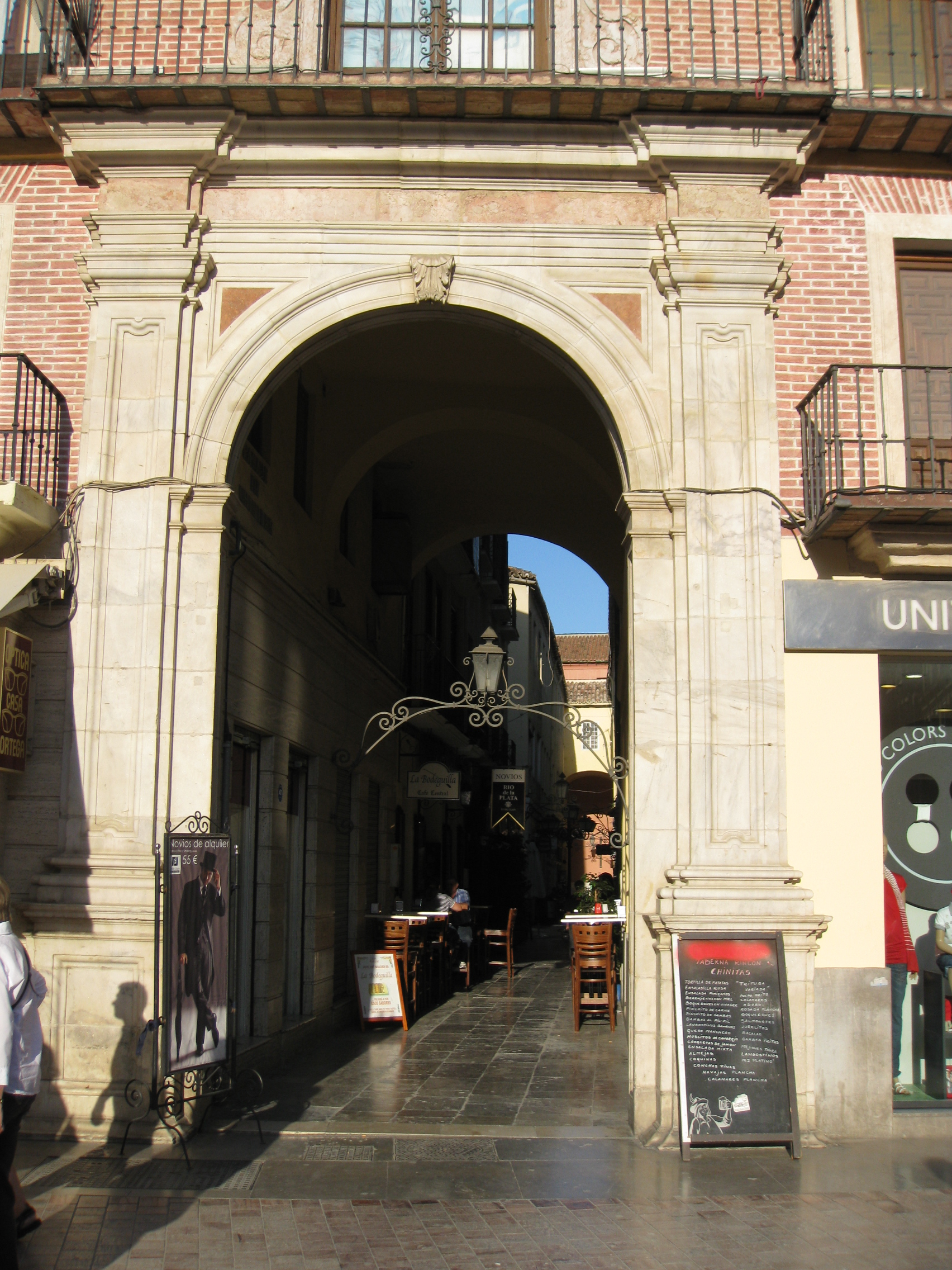
Entrada al Pasaje Chinitas

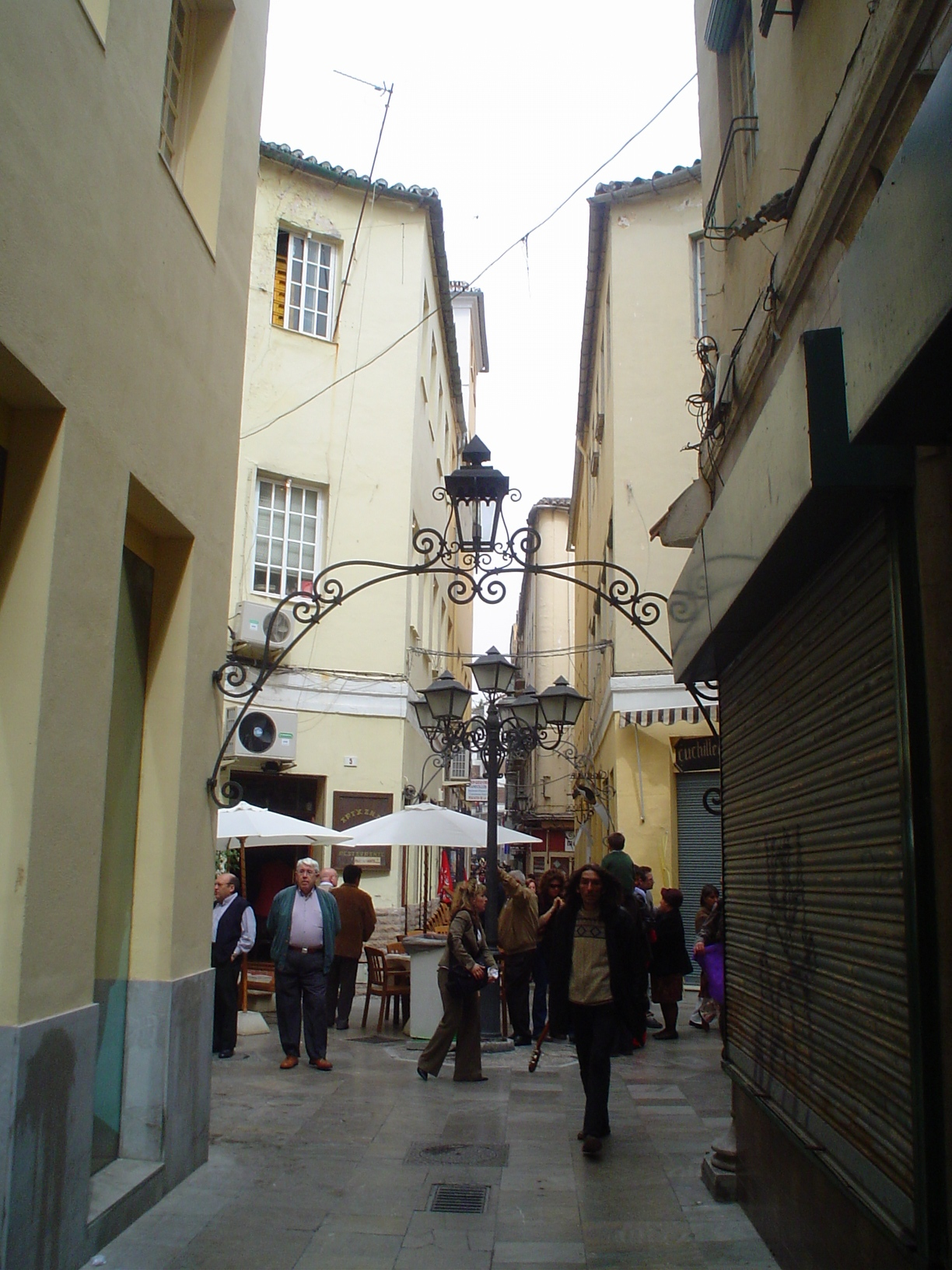
Plazoleta interior, donde estuvo situado el café.

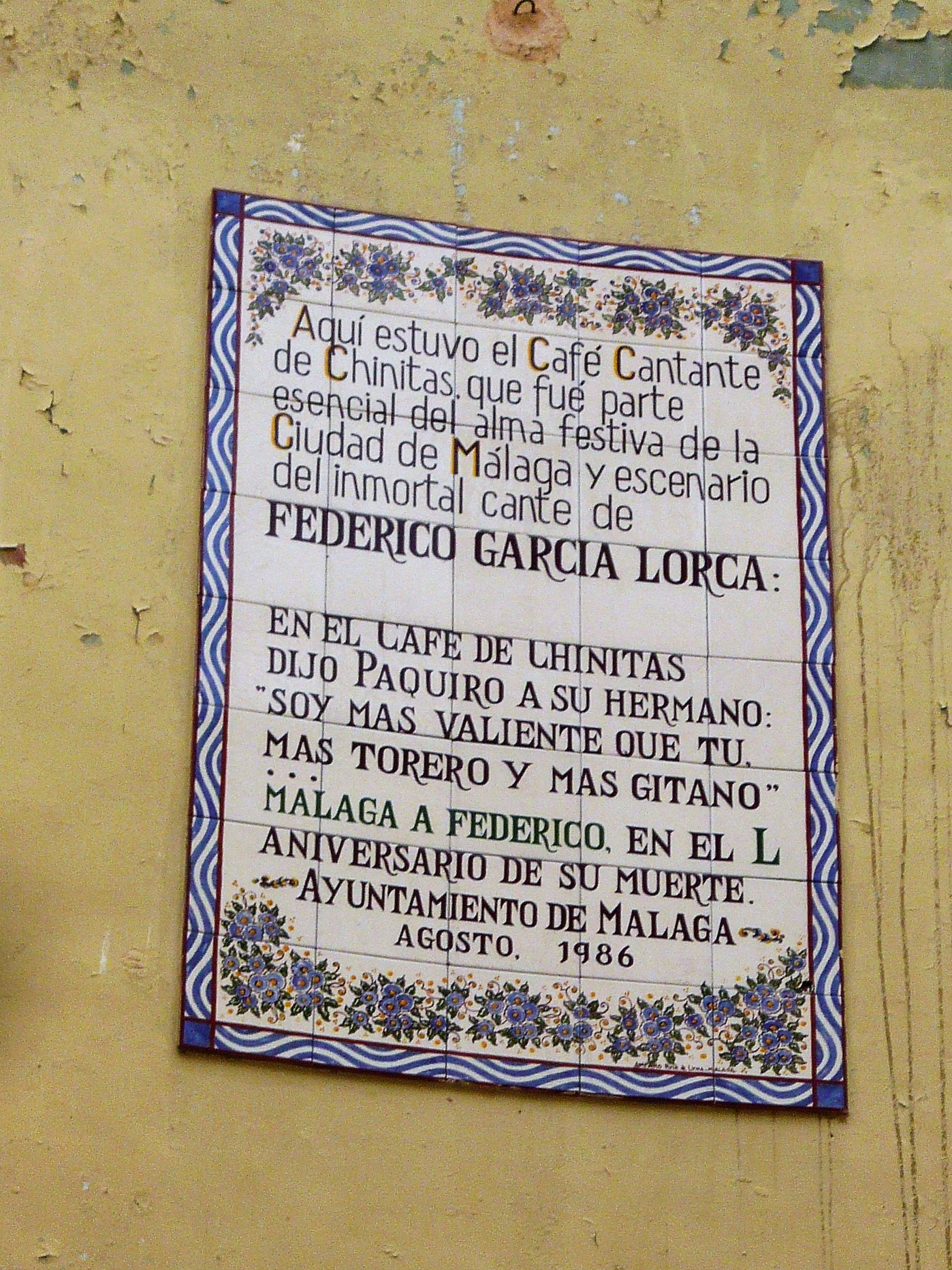
Afiche (azulejo) en Málaga recordando la localización del café

El café Chinitas, conocido por los parroquianos como café  El Chinitas o café de Chinitas, fue un teatrillo o café cantante que inició su andadura a mediados del siglo XIX, en la ciudad española de Málaga (Andalucía) entre 1857 y su cierre definitivo en 1937, por las autoridades municipales malagueñas en plena guerra civil. El local se abrió al público malagueño como un teatro de espectáculos denominado Salón Royal hasta su cambio; en los afiches anunciadores de sus espectáculos, se publicitaba como «SALÓN-TEATRO CHINITAS». El nombre proviene de un actor dramático llamado Chinitas. 
El 30 de septiembre de 2024, reabrió sus puertas tras 87 años, en su misma ubicación, manteniendo la esencia de lo que fue. 
En el renovado Café Chinitas, podemos ver una estatua a tamaño real de Lorca, apoyada en la barra que recibe a los visitantes, recordando la conexión íntima del poeta con este lugar.  

## Características
Era un local de pequeñas dimensiones con un reducido escenario con seis palcos a los lados reservado para el público más preferente, que operó como burdel en algunas ocasiones y que fue cerrado otras tantas, debido a diversos escándalos y trifulcas navajeras, llegó a ser el café-teatro más popular de España y emblema de la historia musical de la ciudad. Contaba con un piano que estaba justo debajo del escenario y el resto del público se acomodaba alrededor en mesas-veladores. Su celebridad provenía por sus famosos espectáculos de flamenco, y la asistencia de personajes que hicieron latir la cultura en los años 20 y 30 del siglo XX, como Federico García Lorca, La Argentinita, Salvador Dalí, Vicente Aleixandre, Picasso y Manuel Blasco Alarcón primo segundo de Pablo entre otros. En él actuaron grandes nombres del arte flamenco, la zarzuela, el teatro, cantaores, bailaores, actores, magos y artistas de todo tipo como Juan Breva, Antonio Chacón, La Macarena, La Juana, La Trini, El Petrolo, El Porrilla, las Hermanas Navarro, Estrellita Castro, Lucrecia Torralba, Isabelita Ruiz, Luisa Albéniz, Manuel Torres, Pastora y Tomás Pavón, Vallejo, Manolo Caracol, Canalejas de Puerto Real, Cojo de Málaga, Palanca, Marchena y Juanito Valderrama entre otros.

## Ubicación
En 1855 el espacio urbano que ocupaba el Café, sostenía al convento de Religiosas Agustinas Descalzas, invadiendo el lateral oriental de la actual plaza de la Constitución, antes Plaza Mayor. El edificio religioso agustino fue demolido en 1854, solamente se conserva en pie el arco que da entrada al Pasaje, que en su origen fue de propiedad privada del que fuera promotor, constructor, y antiguo gobernador civil y militar de Málaga, Antonio María Álvarez de Quindós y Gutiérrez de Aragón.
Debido a la popularidad del Café-teatro, el alcalde Francisco García Grana, renombró el pasaje de acceso como Pasaje Chinitas, espacio urbano donde estuvo ubicado el entonces llamado Pasaje de Álvarez 71, situado en pleno casco histórico, arrabal árabe que fue, detrás de la Calle Marqués de Larios, atravesando el Pasaje, se llega a una pequeña plaza que congrega a cuatro esquinas, allí escondido en la última planta de un edificio semivacío descansaba el Café de Chinitas de Federico y la Argentinita. La fama del lugar ha trascendido gracias a la difusión de la composición popular Café de Chinitas que Federico García Lorca compuso en 1931, en forma de leyenda, el torero Paquiro no pudo haber matado a su hermano en el Café de Chinitas, pues falleció el 4 de abril de 1851, seis años antes de la inauguración del café. 

En el Café de Chinitas
dijo Paquiro a su hermano:
«Soy más valiente que tú,
más torero y más gitano».
El café de Chinitas